# Florencio García Goyena
Florencio García Goyena Orovia  (Tafalla, 27 oktober 1783 – Madrid, 3 juni 1855) was een Spaans politicus en eerste minister.

## Levensloop

### Studies en regering vanFerdinand VII
García Goyena volgde een studie in de rechtswetenschappen aan de Complutense Universiteit van Madrid en aan de Universiteit van Salamanca. Vervolgens werd hij advocaat totdat hij in 1816 syndicus en juridisch adviseur van de Cortes en van het Parlement van Navarra werd.
Na de liberale revolutie van januari 1820 werd hij de politieke chef van León. Wegens zijn liberale gezindheid moest hij, na de Franse invasie in Spanje die in 1823 de absolute macht van Ferdinand VII herstelde, Spanje ontvluchten om in ballingschap te gaan naar Frankrijk.

### Heerschappij vanIsabella IIen premierschap
Na de dood van Ferdinand VII in september 1833 en het begin van de regering van koningin Isabella II keerde hij naar Spanje terug. In 1834 werd hij benoemd tot openbaar aanklager van Burgos en daarna werd hij deurwaarder van Gipuzkoa. In 1835 volgde zijn benoeming tot veiligheidsgouverneur van Granada en van Zaragoza en in 1836 werd hij voorzitter van het gerechtshof van Valencia en van Burgos. Vervolgens werd hij rechter van het Opperste Gerechtshof en kreeg later ook het voorzitterschap van de Spaans-Oost-Indische Kamer.
Zijn politieke loopbaan begon toen hij op 24 juli 1839 verkozen werd in het Congreso de los Diputados en bleef er lid van tot in februari 1841. Van 1844 tot 1845 was hij senator.
Op 31 augustus 1847 volgde hij Joaquín Francisco Pacheco op als premier van Spanje. Na een korte regeerperiode eindigde op 4 oktober 1847 zijn premierschap. García Goyena combineerde het premierschap met het ministerschap van Genadeverzoeken en Justitie.

### Rechtswetenschapper
In 1843 werd hem door minister van Justitie Joaquín María López gevraagd om een Spaanse burgerlijk gerechtsboek op te stellen en hielp het mee ontwerpen. In 1851 werd het wetboek, dat gebaseerd was op de Franse Code Napoléon, voorgelegd. Dit wetboek werd in Spanje toegepast tot in 1889, waarna er een volledig nieuw wetboek werd opgesteld.
- Biblioteca Nacional de España: XX1247439
- Catàleg d'autoritats de noms i títols de Catalunya: 981058509522906706
- CiNii: DA14357757
- Gemeinsame Normdatei: 1157140386
- International Standard Name Identifier: 0000 0000 8340 5601
- Library of Congress Control Number: n85269320
- Système universitaire de documentation: 112851681
- Virtual International Authority File: 21131741
- WorldCat: E39PBJrckmh4FVQh9vdb47TT73